# Parhamaxia discalis
Parhamaxia discalis är en tvåvingeart som beskrevs av Louis-Paul Mesnil 1967. Parhamaxia discalis ingår i släktet Parhamaxia och familjen parasitflugor. Inga underarter finns listade i Catalogue of Life.